# Track and trace

Dans le domaine de la distribution et de la logistique, il existe de nombreux types de produits, le track and trace (« suivre et tracer ») concerne un processus de détermination de l’emplacement (et d'autres informations) actuel et/ou passé d'un article ou d'un bien unique.

## Technologie
L'organisme international de normalisation Code produit électronique, sous l'égide du GS1, a ratifié les normes du réseau EPC (en particulier la norme EPCIS sur les services d'information EPC) qui codifient la syntaxe et la sémantique des étapes de la chaîne d'approvisionnement et la méthode sécurisée de partage sélectif des événements de la chaîne d'approvisionnement avec les partenaires commerciaux. Ces normes de suivi et de traçabilité ont été utilisées avec succès dans de nombreux secteurs et il existe désormais une large gamme de produits certifiés compatibles avec ces normes.
Face à un nombre important de rappels de produits (alimentaires, pharmaceutiques, jouets, etc.), de plus en plus de fournisseurs de logiciels, de matériel, de services de conseil et de systèmes sont apparus pour proposer des solutions et des outils de traçabilité aux professionnels. L'identification par radiofréquence et les codes-barres sont deux méthodes technologiques courantes utilisées pour assurer la traçabilité.
La radio-identification (RFID) a un rôle essentiel dans les chaînes d'approvisionnement. La RFID est une technologie porteuse de code, qui peut être utilisée à la place d'un code-barres pour permettre une lecture sans visibilité directe. Le déploiement de la RFID a été freiné par son coût, mais son utilisation est à présent en hausse.
Le code-barres est une méthode courante et rentable utilisée pour mettre en œuvre la traçabilité à l’échelle d’un article. Des données variables sous la forme d'un code à barres, d'un code numérique ou alphanumérique peuvent être appliquées à l'emballage ou à l'étiquette. Les données sécurisées peuvent être utilisées comme pointeur vers les informations de traçabilité et peuvent également être corrélées avec les données de production telles que le temps de mise sur le marché et la qualité du produit.
Les transformateurs d'emballages ont accès à trois catégories de technologies différentes pour imprimer les codes à barres :
- Les systèmes à jet d'encre sont capables d'imprimer des images haute résolution (300 point par pouce, voir plus pour le point à la demande) à la vitesse de la presse (jusqu'à 1000 fpm). Ces solutions peuvent être déployées sur presse ou hors presse.

- Le marquage laser peut être utilisé pour ablater un revêtement ou pour provoquer un changement de couleur dans certains matériaux. L'avantage du laser est la finesse des détails et la vitesse élevée pour l'impression des caractères, ainsi que l'absence de consommables. Tous les substrats n'acceptent pas une marque laser, et certaines couleurs (par exemple, le rouge) ne conviennent pas à la lecture des codes à barres.

- Pour les applications hors presse à faible vitesse, les imprimantes à transfert thermique et à thermique direct sont idéales pour imprimer des données variables sur les étiquettes.